# Loboglomeris pyrenaica
Loboglomeris pyrenaica är en mångfotingart som först beskrevs av Robert Latzel 1886.  Loboglomeris pyrenaica ingår i släktet Loboglomeris och familjen klotdubbelfotingar. Inga underarter finns listade i Catalogue of Life.